# Mark Beevers
Mark Geoffrey Beevers (Barnsley, 21 novembre 1989) è un calciatore inglese, difensore del Bradford PA.

## Carriera

### Club
Ha giocato nella seconda divisione inglese con Sheffield Weds, Millwall e Bolton. Ha inoltre giocato anche nella prima divisione australiana con il Perth Glory.

### Nazionale
Nel 2008 ha giocato una partita con la nazionale inglese Under-19.